# نشان ملی چاد
نشان ملی چاد در سال ۱۹۷۰ به تصویب رسید. مرکز دارای سپری با خطوط آبی و زرد ناهموار است که خورشیدی از بالای آن طلوع می‌کند. سپر توسط یک بز و یک شیر نگه داشته شده است. در زیر سپر یک مدال و یک نوار با شعار ملی به زبان فرانسوی، Unité، Travail, Progrès (به فارسی «وحدت، کار، پیشرفت») وجود دارد. نگهدارنده‌های سپر و نوار دارای یک پیکان قرمز رنگ است که به سمت بالا اشاره می‌کند.
خطوط مواج روی سپر نماد دریاچه چاد است و طلوع خورشید، نماد آغازی جدید برای کشور است.

## نمای کلی
خطوط مواج روی سپر نماد دریاچه چاد است. طلوع خورشید، نماد آغازی جدید برای کشور است. نگهدارنده سمت چپ یک بز است که نمایانگر نیمه شمالی ایالت است. نیمه جنوبی توسط شیری که از سپر سمت راست نگه داشته می‌شود نشان داده شده است. نشان ملی چاد به سپر بستگی دارد.

## مهر
نشان دولتی جداگانه چاد یک مهر سیاه و سفید است که از عبارت "République du Tchad – Unité, Travail, Progrès" تشکیل شده است که تصویری از سر و بالاتنه یک دختر قبیله‌ای با موهای کورنروز است.